# Алексі Паананен
Алексі Паананен (фін. Aleksi Paananen, нар. 25 січня 1993, Сіілінйярві, Фінляндія) — фінський футболіст, центральний півзахисник клубу «Інтер» (Турку).

## Ігрова кар'єра

### Клубна
Алексі Паананен є вихованцем клубу КуПС, у якому починав грати змолодіжної команди. З 2010 року Алексі почав виступати за першу команду. Провів у команді п'ять сезонів і понад сотню матчів. Сезон 2015 року Паананен почав у клубі Вейккаусліги «Лахті». разом з цим клубом у 2016 році Паананен став переможцем Кубка ліги.
У січні 2019 року як вільний агент Паананен перейшов до клубу «Інтер» (Турку). З яким в подальшому брав участь у матчах Ліги Європи та Ліги конференцій.

### Збірна
З 2009 року Алексі Паананен був постійним гравцем юнацьких та молодіжної збірних Фінляндії.

## Титули
Лахті
 Переможець Кубка Ліги: 2016
ГІК
 Володар Кубка фінської ліги: 2023